# Copa Titano 2024-25
La Copa Titano 2024-25 fue la edición número 65 de la Copa Titano. La temporada comenzó el 24 de septiembre de 2024 y finalizó el 24 de mayo de 2025.
Virtus conquistó su 2.º título tras ganar en la final al Tre Fiori por el marcador de 1-0.
El equipo campeón garantizó un cupo en la primera ronda de Liga Conferencia de la UEFA 2025-26.

## Fórmula de disputa
Los quince equipos quedaron sorteados en un sorteo que arranca desde los octavos de final. Los partidos de octavos de final, cuartos de final y semifinales se juegan en partidos de ida y vuelta, con posible prórroga y penales en caso de empate en el placar agregado. La final se jugó a partido único. Todos los equipos participantes ingresaron a partir de los octavos de final, a excepción de La Fiorita, ganador de la última edición, que ingresó directamente a cuartos de final.

## Equipos participantes y localización
| Borgo Maggiore | 3 | Cailungo, Libertas, San Giovanni         | Virtus Libertas · Cailungo · San Giovanni Pennarossa Domagnano Faetano Fiorentino · Tre Fiori La Fiorita Juvenes · Cosmos · SS Folgore/Falciano Tre Penne Murata |
| Serravalle     | 3 | Cosmos, Folgore/Falciano, Juvenes/Dogana | Virtus Libertas · Cailungo · San Giovanni Pennarossa Domagnano Faetano Fiorentino · Tre Fiori La Fiorita Juvenes · Cosmos · SS Folgore/Falciano Tre Penne Murata |
| San Marino     | 2 | Murata, Tre Penne                        | Virtus Libertas · Cailungo · San Giovanni Pennarossa Domagnano Faetano Fiorentino · Tre Fiori La Fiorita Juvenes · Cosmos · SS Folgore/Falciano Tre Penne Murata |
| Fiorentino     | 2 | Fiorentino, Tre Fiori                    | Virtus Libertas · Cailungo · San Giovanni Pennarossa Domagnano Faetano Fiorentino · Tre Fiori La Fiorita Juvenes · Cosmos · SS Folgore/Falciano Tre Penne Murata |
| Acquaviva      | 1 | Virtus                                   | Virtus Libertas · Cailungo · San Giovanni Pennarossa Domagnano Faetano Fiorentino · Tre Fiori La Fiorita Juvenes · Cosmos · SS Folgore/Falciano Tre Penne Murata |
| Faetano        | 1 | Faetano                                  | Virtus Libertas · Cailungo · San Giovanni Pennarossa Domagnano Faetano Fiorentino · Tre Fiori La Fiorita Juvenes · Cosmos · SS Folgore/Falciano Tre Penne Murata |
| Domagnano      | 1 | Domagnano                                | Virtus Libertas · Cailungo · San Giovanni Pennarossa Domagnano Faetano Fiorentino · Tre Fiori La Fiorita Juvenes · Cosmos · SS Folgore/Falciano Tre Penne Murata |
| Chiesanuova    | 1 | Pennarossa                               | Virtus Libertas · Cailungo · San Giovanni Pennarossa Domagnano Faetano Fiorentino · Tre Fiori La Fiorita Juvenes · Cosmos · SS Folgore/Falciano Tre Penne Murata |
| Montegiardino  | 1 | La Fiorita                               | Virtus Libertas · Cailungo · San Giovanni Pennarossa Domagnano Faetano Fiorentino · Tre Fiori La Fiorita Juvenes · Cosmos · SS Folgore/Falciano Tre Penne Murata |

## Fechas
|                   | Fase                  | Ida                | Vuelta |
| ----------------- | --------------------- | ------------------ | ------ |
| Fase eliminatoria |                       |                    |        |
| Octavos de final  | 24 y 25 de septiembre | 22 y 23 de octubre |        |
| Cuartos de final  | 27 de noviembre       | 11 de diciembre    |        |
| Semifinales       | 5 de marzo            | 2 de abril         |        |
| Final             | 24 de mayo            | 24 de mayo         |        |

## Primera ronda
| Fechas                           | Local en la ida  | Global | Local en la vuelta | Ida | Vuelta |
| -------------------------------- | ---------------- | ------ | ------------------ | --- | ------ |
| 24 de septiembre y 22 de octubre | Tre Fiori        | 5:0    | Libertas           | 2:0 | 3:0    |
| 24 de septiembre y 23 de octubre | Domagnano        | 1:2    | San Giovanni       | 0:1 | 1:1    |
| 24 de septiembre y 23 de octubre | Folgore/Falciano | 1:0    | Murata             | 1:0 | 0:0    |
| 25 de septiembre y 22 de octubre | Faetano          | 2:1    | Pennarossa         | 2:1 | 0:0    |
| 25 de septiembre y 22 de octubre | Cailungo         | 1:10   | Tre Penne          | 0:6 | 1:4    |
| 25 de septiembre y 23 de octubre | Juvenes/Dogana   | 3:0    | Fiorentino         | 1:0 | 2:0    |
| 25 de septiembre y 23 de octubre | Cosmos           | 2:3    | Virtus             | 0:1 | 2:2    |

## Cuartos de final
| Fechas                            | Local en la ida  | Global | Local en la vuelta | Ida | Vuelta |
| --------------------------------- | ---------------- | ------ | ------------------ | --- | ------ |
| 27 de noviembre y 11 de diciembre | La Fiorita       | 4:0    | Juvenes/Dogana     | 2:0 | 2:0    |
| 27 de noviembre y 11 de diciembre | Faetano          | 1:6    | Virtus             | 1:4 | 0:2    |
| 27 de noviembre y 11 de diciembre | Tre Fiori        | 6:2    | San Giovanni       | 4:0 | 2:2    |
| 27 de noviembre y 11 de diciembre | Folgore/Falciano | 2:4    | Tre Penne          | 0:1 | 2:3    |

## Semifinales
| Fechas                  | Local en la ida | Global     | Local en la vuelta | Ida | Vuelta |
| ----------------------- | --------------- | ---------- | ------------------ | --- | ------ |
| 5 de marzo y 2 de abril | La Fiorita      | 0:1 (pró.) | Virtus             | 0:0 | 0:1    |
| 5 de marzo y 2 de abril | Tre Fiori       | 3:1        | Tre Penne          | 3:0 | 0:1    |

## Final
| 24 de mayo de 2025 | Virtus      | 1:0 (1:0) | Tre Fiori | Estadio Olímpico de San Marino, Serravalle, San Marino |                           |
| 20:45 (CEST)       | Tortori 18' | Reporte   |           | Árbitro(s): Antonio Ucini                              | Árbitro(s): Antonio Ucini |

## Goleadores
Actualizado el 24 de mayo de 2025.
| Pos. | Jugador           | Equipo    | Goles |
| ---- | ----------------- | --------- | ----- |
| 1    | Loris Tortori     | Virtus    | 4     |
| 2    | Simone Benincasa  | Virtus    | 3     |
|      | Pietro Cardellino | Tre Penne | 3     |